# Ansgar Rosenborg
Johan Ansgar Esaias Rosenborg, född den 10 september 1893 i Gävle, död den 16 februari 1979 i Bethesda, Maryland, USA, då skriven i Lidingö församling i Stockholms län, var en svensk finansexpert i världssamfundets tjänst. Han var bror till Einar och Gunnar Rosenborg.
Rosenborg avlade studentexamen i Gävle 1913 och filosofie kandidatexamen vid Uppsala universitet 1917. Han utförde specialutredningar vid Kommerskollegium 1919–1921, var tjänsteman vid Nationernas förbund 1921–1946 (med utredningsuppdrag bland annat i Albanien 1922, i de baltiska staterna 1925, 1932, i Grekland 1933, chef för organisationens ekonomiska sekretariat i USA 1946), var rådgivare åt Förenta nationernas ekonomidepartement 1946–1955, var interimär generalsekreterare för den ekonomiska och sociala kommission för Asien och Stillahavsområdet 1947, grundlade Förenta nationernas tekniska bistånd till utvecklingsländer, var chef för tekniska missioner, bland annat till Haiti 1948 och till Indonesien 1950, direktör för ekonomiska utvecklingsärenden 1953–1955, ständig representant i Indonesien för Technical Assistance Board 1955–1958 och speciell representant för Förenta nationerna i Guinea 1959–1960. Rosenborg tilldelades kommerseråds namn 1946. Han utarbetade flera av Nationernas förbunds publikationer rörande monetära förhållanden, banker och produktion samt handlade Nationernas förbunds ekonomiska statistik. Rosenborg publicerade Mission to Haiti (1949). Han är begravd på Lidingö kyrkogård.